# ビデオポッドキャスト

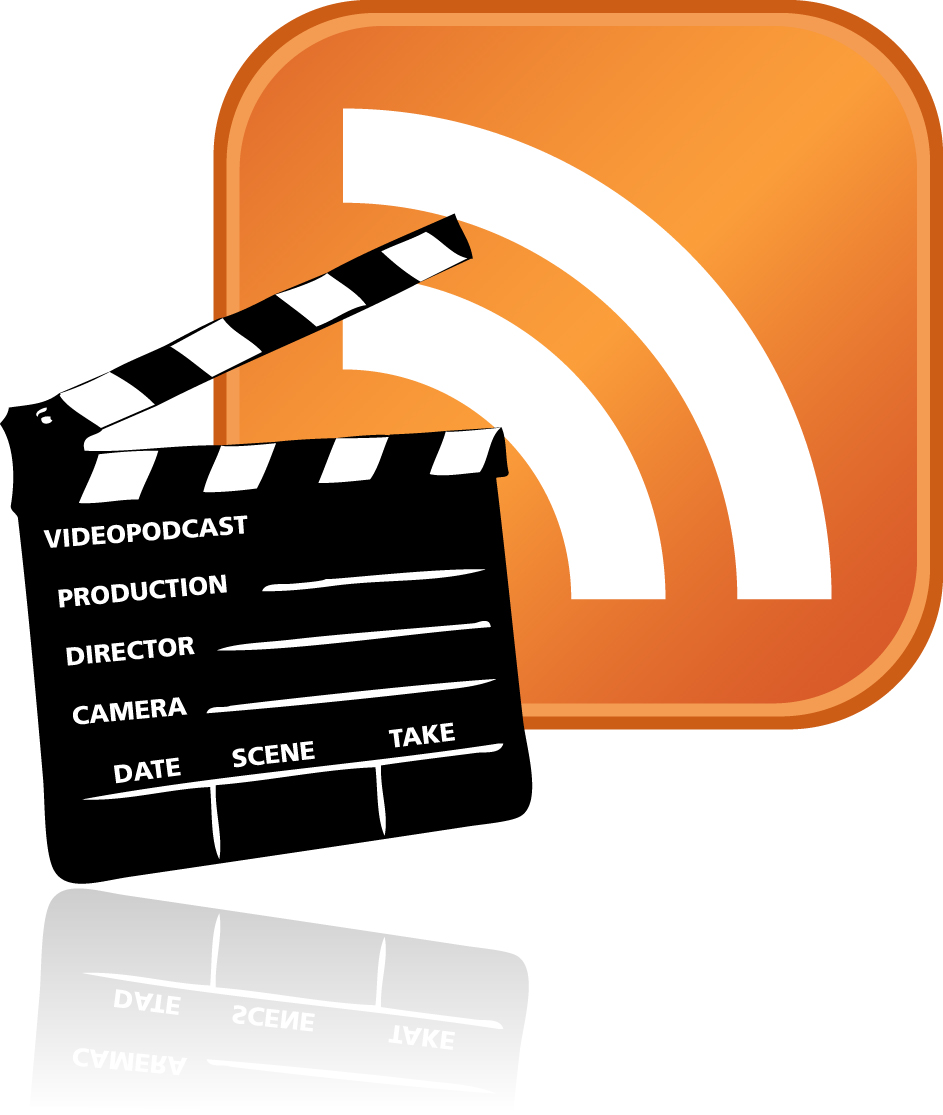
Videopodcast Icon

ビデオポッドキャスト（Video Podcast）は、ポッドキャストの動画版で、インターネットテレビの一種。映像ファイルを公開・配信する手法のひとつ。ボッドキャスト（Vodcast）、ビデオキャストとも。多くはMPEG-4を用いる。ポッドキャスティング誕生の背景と同様、iTunesおよびMPEGと大きく関係している。
ビデオ・オン・デマンド（VOD）の要領を発展させ、ポッドキャスティング同様に動画の保存・ダウンロードが主な利用法。そのためか、Vodcastはビデオポッドキャストの略語ではなく、Video On Demandと放送（Broadcast）の造語とされている。RSSデータから動画ファイルを抽出し、ソフトウェアやアプリケーションを用いて動画データを読み取る。

## 歴史
ポッドキャストによる動画配信については2004年頃から議論されたという。
2005年7月、オランダで世界で最初とされるビデオポッドキャストが開始される。一方、10月にはApple Computerは動画再生機能を搭載した第5世代目となるiPodと、世界のユーザーが手軽にできるビデオポッドキャストの配信機能を搭載しiPodと共有できるiTunes6を発表した。このことを機に本格的にビデオポッドキャストへの関心が高まりだした。